# Thomas Hope
Thomas Hope (født 30. august 1769, død 3. februar 1831) var en hollandsk-britisk bankier, forfatter, filosof og kunstsamler, bedst kendt for sin roman Anastasius (1819). Han er i Danmark mest kendt for at have bestilt Bertel Thorvaldsen statue Jason med det gyldne skind (1808-1828) i marmor.

## Barndom og ungdom
Thomas Hope var ældste søn af Jan Hope. De tilhørte gren af en gammel skotsk familie, der havde slået sig ned som bankierer i firmaet Hopes of Amsterdam, også kaldet Hope & Co. Thomas Hope havde fra sin mor arvet kærligheden til kunsten, og den enorme velstand, som var skabt i familien gennem generationer, gjorde det muligt for ham at dyrke interessen. Hans far brugte de sidste år af sit liv på at forvandle sin sommerresidens Bosbeek i Groenendaal Park i Heemstede til en skulpturpark, der var offentligt tilgængelig. Da Thomas Hope var femten år gammel, døde hans far uventet i Haag lige efter at have erhvervet Bosbeek, som skulle blive til skulpturparken. Samlingen af skulpturer ejede Jan Hope gennem firmaet sammen med sin fætter Henry Hope, der netop var ved at færdiggøre et stort arbejde på sin Villa Welgelegen i nærheden af Bosbeek.
Thomas Hope sørgede over sin fars og farfars død og foretrak at være sammen med sin mor og sine søskende frem for onklerne i Amsterdam. Han gik derfor ikke ind i det fædrene firma, men koncentrerede sig fra 18-årsalderen om sin kunstinteresse, særligt om klassisk arkitektur og statuer i forbindelse med en række rejser til andre lande. Under sin store rejse gennem Europa, Asien og Afrika erhvervede han sig en række kunstobjekter, som han bragte med hjem.
Han vendte hjem fra sin rejse i 1794, da hans mor døde. Samme år flygtede han sammen med sine brødre og fætter, der var eksekutor af deres mors testamente, til England for at undgå at blive ramt af den franske besættelse af landet. De rejste i så stor hast, at de måtte efterlade huse, sommerresidenser og parker fulde af dekorationer, møbler og statuer, idet de koncentrerede sig om at redde de vigtigste dele af familiens kunstsamling. Da den franske besættelse ophørte, rejste Thomas Hopes yngre bror, Adrian Elias, tilbage til Groenendaal Park og bosatte sig der på fuld tid. Fætter Henry havde også planer om at rejse tilbage til Villa Welgelegen, men døde i 1811, før Vilhelm 1. genetablerede den nederlandske suverænitet.
Thomas Hope flyttede aldrig tilbage til Holland igen.

## Indretningsarkitekt og mæcen
Hope-familien etablerede sig i et hus ved Cavendish Square i London. Med baggrund i sin omfattende rejsevirksomhed nød Thomas Hope det kosmopolitanske miljø i London, alt imens hans brødre savnede hjemmet i Holland. Thomas udsmykkede huset i en udsøgt stil med egne malerier, og hvor hvert rum var indrettet i stil efter et af de lande, han havde besøgt. Med kombinationen af kunstsamlingen fra Hope & Co., forældrene og Henry Hope fik Thomas Hope mulighed for yderligere at dyrke sine kunstneriske interesser, og han begyndte at skrive bøger om møbler og indretning af huse, den første af sin art. På samme måde, som han havde gjort med Villa Welgelegen, åbnede Henry Hope familiens hus som et halvåbent museum. Det omfattede blandt andet en stor samling vaser og krukker, som familien havde købt fra William Hamiltons anden samling af fortrinsvis syditalienske vaser.
I denne åbne atmosfære af rigdom blandt ungkarle tog hans yngre bror Henry Philip sig af samlingen af ædelsten (herunder Hopediamanten og Hopeperlen), mens fætter Henry beskæftigede sig inden for bankverdenen og Louisiana-købet i Amerika sammen med Barings Bank. Thomas Hope bosatte sig imidlertid ikke i London, men genoptog sin store rejse, som han havde afbrudt ved sin mors død og flugten til England. Allerede i 1795 indledte han en stor rejse i det Osmanniske Rige med besøg i Tyrkiet, på Rhodos, i Egypten, Syrien og Arabien. Han opholdt sig i omkring et år i Konstantinopel (Istanbul), hvor han skabte omkring 350 tegninger forestillende personer og steder, han havde mødt i det Osmanniske Rige, en samling, der nu findes i Benakimuseet i Athen. Under sin rejse fik han af Hope & Co. frie hænder til at indkøbe en lang række malerier, skulpturer, antikke genstande og bøger, hvoraf nogle var planlagt til udstilling i Amsterdam i firmaets afdeling i Keizersgracht 444, mens andre var planlagt til udstilling i huset i London.
I 1806 giftede han sig med Louisa de la Poer Beresford, og parret bosatte sig på et gods i Deepdene i nærheden af Dorking, Surrey. Dette gods med sin store samling af malerier, skulpturer og antikviteter blev et samlingspunkt for digtere og folk, der var med på de nyeste tendenser i tiden. Blandt de luksuriøse elementer, der kom af Thomas Hopes gode smag, og som kom gæsterne til gode, var miniaturebiblioteker med værker på flere sprog i alle soveværelser. Hope finansierede også flere kunstnere og håndværkere. Blandt disse var Bertel Thorvaldsen, der stod i gæld til Hope for dennes tidlige forståelse for Thorvaldsens talent, og som bestilte Jason med det gyldne skind af ham. Han var også mæcen for Francis Leggatt Chantrey og John Flaxman; sidstnævnte illustrerede Dante Alighieris værker på bestilling af Hope.
Med Louisa fik han sønnerne Henry Thomas Hope, der skulle følge i sporene af faderen som kunstmæcen samt få en karriere som politiker, og Alexander Beresford Hope, der blev forfatter og politiker. En tredje søn, Charles, døde som syvårig i Rom.

## Forfattervirksomhed
Thomas Hope var ivrig efter at bringe interessen for historiske malerier og indretning ud til en bred skare af mennesker. Han forsøgte at påvirke indretningen af de store boliger i regencytidens London. I denne bestræbelse gav han sig til at tegne skitser af møbler, rumindretning og tøj, og han udgav bøger med disse skitser samt tilhørende tekster, hvor han beskrev sine tanker.
Hans værk fra 1807, Household Furniture and Interior Decoration, fik stor udbredelse og medførte en ændring i indretningen af huse. Hopes møbeldesign blev lavet i en pseudoklassisk stil, der blev kaldt "English Empire". Stilen var kendetegnet ved ofte at være opulent, ofte tung, men var dog strammere i sit udtryk end det, Thomas Sheraton skabte i samme retning.
I 1809 udgav han Costumes of the Ancients fulgt af Designs of Modern Costumes i 1812, værker der afslørede en omfattende forskning i antikkens tøj. Thomas Hope blev derfor kendt i Londons betydende cirkler som "møbel og tøj"-manden. Øgenavnet var ment som en kompliment af hans ivrige tilhængere, men for modstanderne, herunder lord Byron, var det med til at gøre grin med ham.
Da han nærmede sig de halvtreds, fik han trang til at udtrykke sig på en anderledes måde, og han begyndte med sine tilhængeres støtte at skrive på en roman. I 1819 stod resultatet færdigt i form af Anastasius, som straks blev en succes, idet den dog i første omgang blev tilskrevet lord Byron. Til andet oplag afslørede Hope sin identitet, og den blev udsolgt på 25 timer. Romanen blev endvidere hurtigt oversat til tysk, fransk og flamsk.
Romanen løftede lidt af sløret for det lidet kendte Østen uden at være en egentlig rejsefortælling af Hopes oplevelser. Titelpersonen Anastasius er frygtløs, nysgerrig, snedig, hensynsløs, modig og først og fremmest sexet. Han kommer ud for mange dramatiske hændelser i forskellige dele af det Osmanniske Rige, og Hope fletter megen af sin viden om dette ellers ret ukendte rige ind i historien, der derved blev en øjenåbner for samtidens England.

## Eftermæle
Efter Hopes død i 1831, giftede hans enke sig med sin fætter William Beresford. Denne havde meget konservative værdier og lod Hopes berømte hjem i London stå til, afstod den store kunstsamling og distancerede sig fra den frivole roman. Beresford-familien var ikke interesseret i Hopes efterladenskaber, og derfor gik store dele af hans papirer tabt, lige som Anastasius snart gik i glemmebogen i den moralske victorianismes tid.
Ved sin død var Hope anerkendt for sit bidrag til kunst og arkitektur. Hans to hjem er gået tabt, idet hans søn rev huset i London ned i 1851, mens godset i Deepdene blev revet ned i 1969. Det eneste bygningsværk, der fuldt og helt er Hopes, er hans mausolæum ved Deepdene, som blev opført i 1818. Den blev forseglet i 1957 og tildækket i 1960, men i de seneste år er der opstået interesse for mausolæet, hvorfor der er indledt en kampagne for at få det udgravet og restaureret.